# Lepidium minutiflorum
Lepidium minutiflorum là một loài thực vật có hoa trong họ Cải. Loài này được (Ridl.) Hewson mô tả khoa học đầu tiên năm 1982.